# جانور منفجرشونده
جانور منفجرشونده، جانور انفجاری، انفجار جانوران یا منفجر شدن جانوران (به انگلیسی: Exploding animal)، نوعی انفجار در جانوران و یک رویداد نامعمول است که از علت‌های طبیعی یا فعالیت‌های انسانی به وجود می‌آید. از جمله بهترین نمونه‌های شناخته‌شده می‌توان به انفجار پیکر نهنگ‌ها‌، یا در نتیجه تلاش‌های طبیعی تجزیه یا عمدی برای دفع مردار اشاره کرد.